# برنامج المتتبع القمري

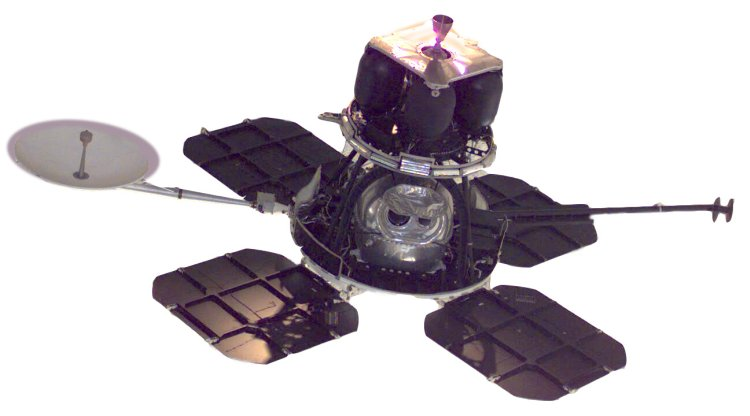

برنامج المتتبع القمري عبارة عن سلسلة من خمس مهمات غير مأهولة للمتتبع القمري، أطلقتها الولايات المتحدة من عام 1966 حتى عام 1967. كان هدفها مساعدة برنامج أبولو لاختيار مواقع الهبوط عن طريق وضع خريطة لسطح القمر. قامت هذه المهمات بتوفير الصور الأولى المأخوذة من مدار قمري، وصوّرت كلّ من الأرض والقمر.
كانت المهمات الخمس جميعها ناجحة، وجرى رسم الخرائط لتسعة وتسعين بالمئة من سطح القمر من الصور التي التُقطت بدقة بلغت 60 مترًا (200 قدم) أو أكثر. كُرّست الثلاث مهمات الأولى لتصوير عشرين موقعًا محتملًا لهبوط الرحلات المأهولة، وقد اختيرت هذه الموقع بناءً على أرصاد أرضية، وقد حلّقت في مدارات منخفضة الميل. كُرِّست المهمتين الرابعة والخامسة لأغراض علمية واسعة، وحلقت في مدارات قطبية ذات ارتفاع كبير. صوّر المتتبع المداري الرابع الجانب القريب من القمر كله، بالإضافة إلى تسعة في المئة من الجانب البعيد. وأكمل المتتبع القمري الخامس تغطية الجانب البعيد، وحصل على صور بدقة متوسطة (20 متر (66 قدم)) ومرتفعة (مترين (6 أقدام و7 إنشات)) لـ 36 منطقة محددة مسبقًا. أُطلقت جميع المتتبعات القمرية على متن مركبات إطلاق من طراز أطلس-أجينا-دي.
تميزت المتتبعات القمرية بنظام تصوير مبتكر، والذي تألف من كاميرا بعدستين، ووحدة معالجة الفيلم، وماسح للمُخرجات البصرية، وجهاز للتعامل مع الفيلم. كانت العدستين عبارة عن عدسة بزاوية تصوير ضيقة عالية الدقة ذات قطر 610 ميليمتر (24 إنش)، وعدسة بزاوية تصوير واسعة متوسطة الدقة ذات قطر 80 ميليمتر (3.1 إنش)، وضعت كلا العدستين تعريضات صورها على لفة واحدة من فيلم بعرض 70 ميليمتر. كان محوري كل من الكمرتين متزامنين، لذلك جرى توسيط المنطقة التي صوِّرت بصور عالية الدقة ضمن مناطق الصور متوسطة الدقة. حُرّك الفيلم خلال عملية التعريض لتعويض سرعة المتتبع، والتي كانت تُقّدر بواسطة مستشعر كهربائي بصري. جرت معالجة الفيلم ومسحه ضوئيًا، وأُرسلت الصور إلى الأرض. التُقطت أوّل الصور للأرض بكاملها خلال مهمات المتتبع القمري، ابتداءً من صورة شروق الأرض كما تبدو من سطح القمر عن طريق المتتبع القمري الأول في أغسطس عام 1966. التقط  المتتبع القمري الخامس الصورة الكاملة الأولى لكل الأرض في 8 أغسطس في عام 1967. والتقط المتتبع ذاته الصورة الثانية للأرض كلها في 5 أغسطس في عام 1967.

## المركبة الفضائية والأنظمة الفرعية
أعلنت ناسا اقتراح شركة بوينغ-إيستمان كوداك في 20 ديسمبر عام 1963. كان الشكل العام لمركبة المتتبع القمري الرئيسية جذع مخروط. طوله 1.65 متر (5 أقدام و5 إنشات)، وقطر القاعدة 1.5 متر (4 أقدام و11 إنش). صُممت المركبة من ثلاثة طبقات مدعومة بجملونات وقوس. تحتوي طبقة المعدات الموجودة في قاعدة المركبة على البطارية، وجهاز مرسل ومستجيب، ومبرمج الطيران، والوحدة المرجعية  العاملة بالقصور الذاتي (آي أر يو)، ومتتبع نجم سهيل، ومفسر كود الأوامر، وجهاز التشفير المتعدد، ومضخم أنبوب الموجة الراحلة (تي دبليو تي إيه) والنظام الفوتوغرافي. ثُبتت أربعة ألواح شمسية تمتد من هذه الطبقة إلى الخارج بمسافة كلية تبلغ 3.72 متر (12.2 قدم). امتدّ أيضًا هوائي كسب عالي من قاعدة المركبة مثبت على ذراع بطول 1.32 متر (4 قدم و4 إنش)، وهوائي كسب منخفض مثبت على ذراع بطول 2.08 متر (6 قدم و10 إنش). يوجد فوق طبقة المعدات الطبقة الوسطى التي تحوي محرك التحكم بالسرعة، والمادة الدافعة، والمؤكسد، وخزانات الضغط، والمستشعرات الشمسية، وكواشف النيازك الدقيقة. تتكون الطبقة الثالثة من الدرع الحراري الذي يحمي المركبة من اشتعال محرك التحكم بالسرعة. برزت فوهة المحرك من خلال مركز الدرع. بالإضافة إلى أربعة محركات دفع للتحكم بالوضعية مثبتة على محيط الطبقة العليا.
زُوِّدت المركبة بأربع مصفوفات شمسية احتوت 10856 من الخلايا الشمسية نوع إن/ نوع بّي بطاقة تبلغ 375 وات، والتي شغلت المركبة الفضائية بشكل مباشر، وقامت أيضًا بشحن بطارية نيكل-كادميوم سعتها  12 أمبير في الساعة. استُخدمت البطاريات خلال فترات وجيزة من الاحتجاب، وذلك عندما لم تتوفر الطاقة الشمسية. قام محرك التحكم بالسرعة بتوفير الدفع اللازم لعمليات المناورة الرئيسية، وهو عبارة عن محرك صاروخي ذات وقود تلقائي الاشتعال من شركة ماركواردت يعطي قوة تدفع تساوي 100 رطل ثقلي (445 نيوتن). جُهزت ثلاثة محاور للتحكم بالوضعية والاستقرار بأربعة نفاثات لغاز الهدروجين ذات قوة رطل ثقلي (أربعة نيوتن). وُفِّرت المعلومات الملاحية عن طريق خمسة مستشعرات شمسية، ومستشعر نجم سهيل، ونظام الملاحة بالقصور الذاتي. جرت الاتصالات بواسطة أجهزة إرسال بقوة 10 وات، بالإضافة إلى هوائي اتجاهي عالي الكسب بقطر متر واحد من أجل إرسال الصور. بالإضافة إلى جهاز إرسال بقوة 0.5 وات وهوائي متعدد الاتجاهات منخفض الكسب من أجل الاتصالات الأخرى. عَمِلَ كلا المرسلين ضمن النطاق إس بتردد نحو 2295 ميغاهرتز. جرى الحفاظ على التحكم الحراري بواسطة بطانية حرارية من الداكرون والمايلار مُؤلمنة متعددة الطبقات، والتي غطت المركبة الأساسية، والطلاء الخاص، والعازل، والسخانات الصغيرة.
قامت شركة إيستمان كوداك بتوفير النظام الفوتوغرافي، وقد استُمد هذا النظام، الذي صُمم لمركبتي الاستطلاع يو-2، وإس أر-71 من مكتب الاستطلاع الوطني (إن أر أو).
استخدمت الكاميرا عدستين من أجل القيام بتعريض للصورة بزاوية تصوير واسعة وزاوية تصوير ضيقة في نفس الوقت وعلى نفس الفيلم. استُخدمت عدسة زينوتار ذات قطر 80 ميليمتر وعدد بؤرة يساوي 2.8 لشركة شنايدر كرويتسناخ في ألمانيا الغربية، وذلك من أجل وضع التصوير بزاوية واسعة ودقة متوسطة. واستُخدمت بالنسبة لوضع الدقة العالية عدسة بانورامية بقطر 610 ميليمتر وعدد بؤرة 5.6 لشركة باسيفيك أوبتيكال.
جرى تحميض الفيلم الفوتوغرافي في المدار بعملية شبه جافة، ثم جرى مسحه عن طريق مضخم ضوئي لأجل إرساله إلى الأرض. اقتُبس هذا النظام من كاميرا الاستطلاع الخاصة بالقمر الاصطناعي ساموس إي-1 بإذن من مكتب الاستطلاع الوطني، والتي صنعتها شركة كوداك من أجل مشروع القوات الأمريكية الجوية قصير الأمد للتصوير بالأقمار الاصطناعية في الوقت شبه الحقيقي.
عرضت القوات الجوية الأمريكية في الأصل على ناسا كاميرات إضافية عدة من برنامج غامبيت كيه إتش 7، لكن أصبحت السلطات بعد ذلك قلقة بشأن الأمان المحيط بالكاميرات السرية، بما في ذلك إمكانية منح صور القمر دقتها. قالت بعض الاقتراحات أنّ ناسا لا تنشر البارامترات المدارية لمسابر المتتبعات القمرية، بحيث لا يمكن حساب دقة الصور عن طريق معرفة ارتفاعها. في النهاية، أثبتت أنظمة الكاميرات التي بحوزة ناسا أنّها مناسبة لاحتياجات المهمة بالرغم من دقتها الأقل.

### نسخة احتياطية محتملة
تعاونت كل من ناسا والمكتب الوطني للاستطلاع في نظام المسح ورسم الخرائط القمري (إل إم &إس إس) من أجل إنشاء نسخة احتياطية لبرنامج المتتبع القمري، وذلك استنادًا على قمر الاستطلاع الاصطناعي غامبيت كيه إتش 7. عن طريق استبدال مركبة الهبوط على القمر في صاروخ ساتورن 5، ومن ثم قيام رواد الفضاء بتشغيل نظام المسح ورسم الخرائط القمري عن بعد في المدار القمري. ألغت ناسا المشروع في صيف عام 1967، وذلك بعد النجاح التام للمتتبعات القمرية.